# Závraty
Obec Závraty (německy Zawraten) se nachází v okrese České Budějovice, kraj Jihočeský, zhruba 8 km zjz. od Českých Budějovic. Žije zde 62 obyvatel, čímž se Závraty řadí mezi obce v Česku s nejnižším počtem obyvatel.

## Historie
První písemná zmínka o obci pochází z roku 1365.
Od roku 1850 patřily Závraty pod obec Vrábče, v letech 1960–1991 spadaly pod Homole. Samostatnou obcí se staly od roku 1992.

## Pamětihodnosti
- Kaple Panny Marie Bolestné z roku 1938